# 1894 (numero)
Milleottocentonovantaquattro (1894) è il numero naturale dopo il 1893 e prima del 1895.

## Proprietà matematiche
- È un numero pari.
- È un numero composto da 4 divisori: 1, 2, 947, 1894. Poiché la somma dei suoi divisori (escluso il numero stesso) è 950 < 1894, è un numero difettivo.
- È un numero semiprimo.
- È un numero omirpimes in quanto anche qualora scritto al contrario, ovvero 4981 = 17 × 293 è semiprimo.
- È un numero di Smith nel sistema numerico decimale.
- È un numero intoccabile.
- È un numero congruente.
- È un numero odioso.
- È un numero intero privo di quadrati.
- È parte della terna pitagorica (1894, 896808, 896810).

## Astronomia
- 1894 Haffner è un asteroide della fascia principale del sistema solare.

## Astronautica
- Cosmos 1894 è un satellite artificiale russo.